# Crisi Calabiana

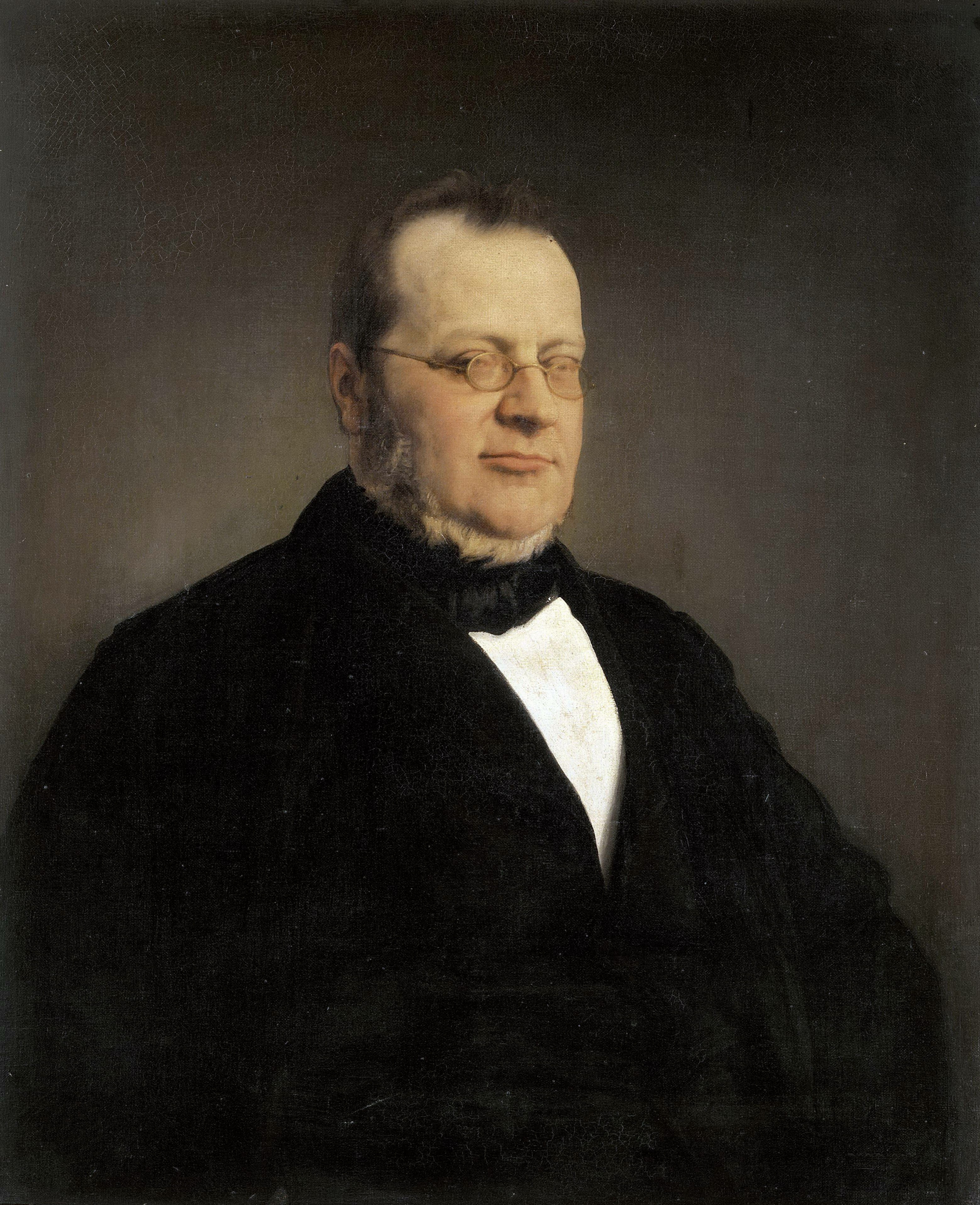
Cavour, Presidente del Consiglio del Regno di Sardegna, uno dei massimi sostenitori della Legge sui conventi.

La crisi Calabiana fu una crisi istituzionale scoppiata nel Regno di Sardegna nel 1855. Scaturì dalla proposta del primo governo Cavour di far approvare una legge anticlericale sui conventi, alla quale si opposero il Senato Subalpino ed il re Vittorio Emanuele II di Savoia. La crisi prese il nome dal principale oppositore della legge: il vescovo di Casale e senatore del Regno Luigi Nazari di Calabiana.
Di fronte all'opposizione del Senato e del Re, Cavour si dimise, ma tornò al potere dopo qualche giorno e riuscì ad accordarsi con il Senato e a far passare la norma che fu firmata dal Re il 29 maggio 1855. In risposta, Papa Pio IX scomunicò tutti coloro che avevano permesso l'approvazione della legge, Cavour e sovrano compresi.

## Le premesse
Alla fine del 1854, il primo governo Cavour, formato da forze liberali di Centrodestra e Centrosinistra (il cosiddetto “connubio”), non era riuscito a risolvere, nonostante gli sforzi, la crisi finanziaria del Paese. L'opposizione, principalmente la Destra, si andava pertanto rafforzando, mobilitando i cattolici contrari all'anticlericalismo del governo, gli ambienti vicini alla corte, il clero, e l'apparato burocratico.
Da qui la necessità politica che spinse Cavour e il suo Ministro della Giustizia Urbano Rattazzi a tentare, in conformità degli obiettivi liberali dell'esecutivo, di ampliare il consenso a Sinistra accentuando la spinta anticlericale e radicalizzare la lotta politica contro la Destra conservatrice. Questa necessità chiarisce la decisione presa dal primo governo Cavour di presentare la Legge sui conventi il 28 novembre 1854.

## La Legge sui conventi

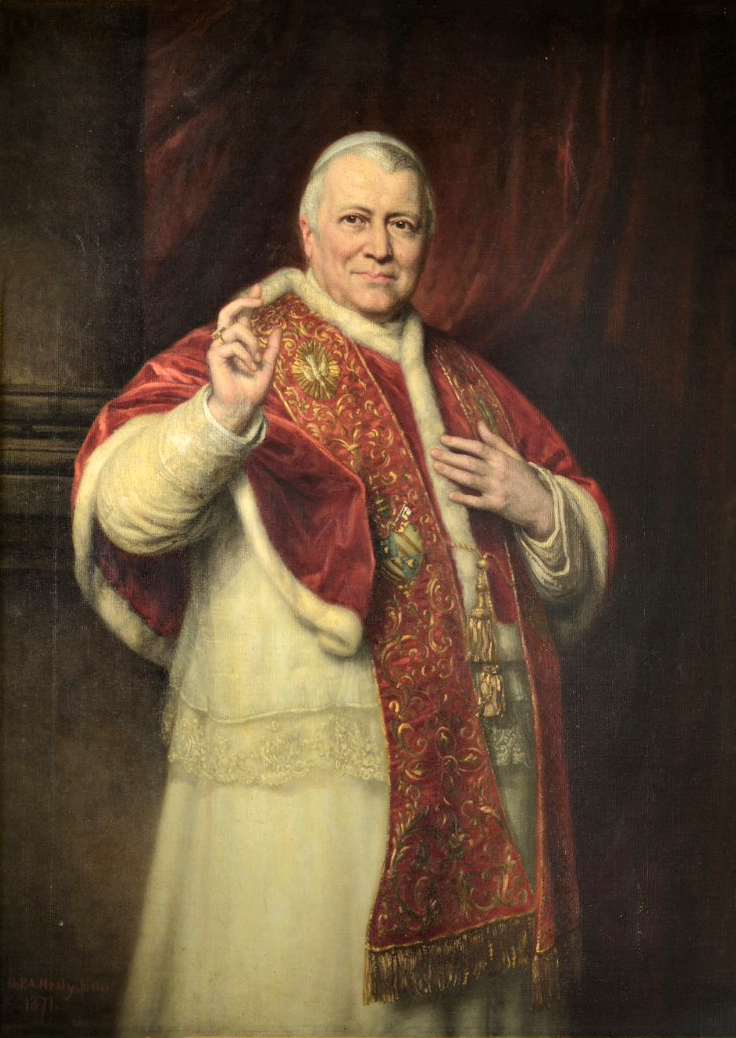
Papa Pio IX, che scomunicò Cavour e Vittorio Emanuele dopo l'approvazione della Legge sui conventi.

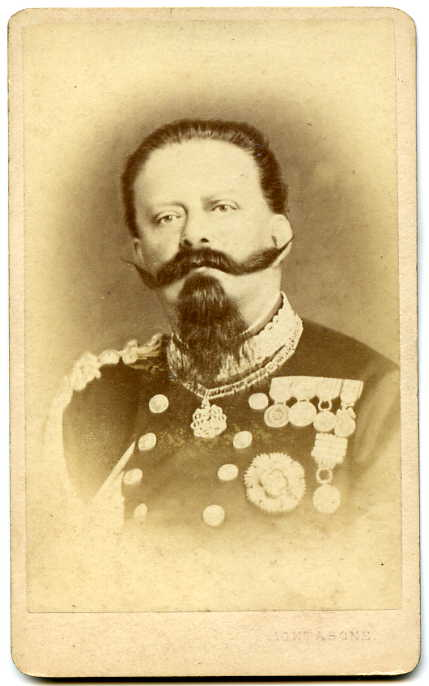
Vittorio Emanuele II, dapprima contrario alla Legge sui conventi, dovette poi adeguarsi alla volontà del Parlamento.

Il disegno di legge del governo prevedeva la soppressione nel Regno di Sardegna di tutte le corporazioni religiose, ad eccezione di quelle che facevano capo alle Suore di Carità e alle Suore di San Giuseppe, dedite all'assistenza dei malati e all'istruzione. Ad essere attaccati erano soprattutto gli ordini mendicanti, definiti come nocivi alla moralità del Paese e contrari alla moderna etica del lavoro. I beni di tali enti avrebbero formato la Cassa ecclesiastica il cui unico scopo sarebbe stato quello di pagare le pensioni ai sacerdoti ed ai monaci degli enti soppressi.
Il presidente della Camera Bon Compagni, il Ministro della Giustizia Rattazzi, il Presidente del Consiglio Cavour, il deputato giudice Cadorna, il giurista Luigi Melegari parlarono tutti a favore della legge, senza però cedere alle richieste della sinistra che chiedeva la soppressione di tutti gli ordini religiosi del regno. La legge sui conventi fu votata alla Camera il 2 marzo 1855, con una maggioranza di 117 voti contro 36.
Il Senato, complice Vittorio Emanuele II che non aveva intenzione di rompere con la Chiesa, su iniziativa di un gruppo di autorevoli senatori cattolici propose che l'episcopato offrisse 900.000 lire per il sostentamento dei parroci poveri affinché risultassero autosufficienti. La proposta, che nelle intenzioni dei senatori doveva stravolgere e quasi neutralizzare la Legge dei conventi, fu accettata dalla Santa Sede e proposta al governo, che la rifiutò minacciando le dimissioni se la norma originaria non fosse passata. Il giorno dopo, il 25 aprile 1855, Vittorio Emanuele dava al generale Giacomo Durando l'incarico di sondare la possibilità di un nuovo esecutivo di Centrodestra.
Fece precipitare la crisi, il 26 aprile 1855, il senatore Luigi Nazari di Calabiana, vescovo di Casale, che lesse in Senato l'offerta di danaro, fatta sua dall'episcopato, ufficializzandola. Egli non specificò tuttavia le condizioni, di modo da consentire al governo che si stava formando di operare una conciliazione.

Il giorno dopo, constatato l'atteggiamento del re e l'impossibilità di far passare al Senato la legge originaria, il primo governo Cavour si dimetteva.

## La crisi

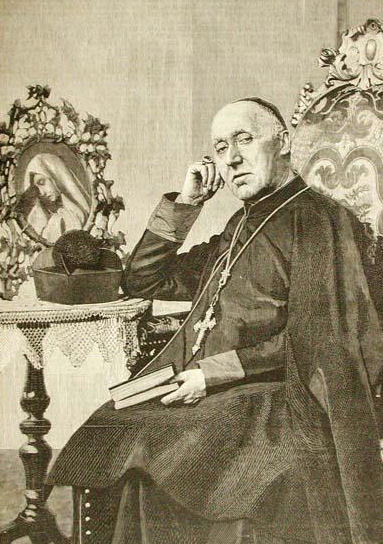
Luigi Nazari di Calabiana, vescovo di Casale e senatore.

La proposta del senatore e vescovo Calabiana fu vista come un tentativo di ingerenza della Chiesa nelle libere decisioni del Piemonte.
Varie dimostrazioni anticlericali si susseguirono tra il 28 e il 30 aprile 1855, mentre l'ex presidente del Consiglio Massimo d'Azeglio scriveva a Vittorio Emanuele: «Non vada più avanti nella strada che ha presa […] Un intrigo di frati è riuscito in un giorno a distruggere l'opera del suo regno, ad agitare il Paese, scuotere lo Statuto, oscurare il suo nome ideale».
Intanto, il 2 maggio, Cavour avvisava il re che formare un governo di Destra avrebbe significato “rinunciare alla politica italiana” mentre l'incaricato Durando, in grave difficoltà a formare la compagine, dichiarò che uno spostamento a destra avrebbe significato problemi anche di ordine interno. il 3 maggio, dopo avere riconosciute inaccettabili le proposte del senatore Calabiana e vani i tentativi di modificarle, Durando rinunciò all'incarico di formare un nuovo governo. Vittorio Emanuele II, allora, decise di ripiegare ancora su Cavour, richiamando il governo appena sciolto che riprese la guida del Paese il 4 maggio.

## L'approvazione della legge
La discussione riprese il 5 maggio 1855 al Senato e solo il 9 il giurista Luigi Des Ambrois e il patriota Giacinto Provana di Collegno riuscirono a trovare l'emendamento che avrebbe messo d'accordo governo e senato: i religiosi presenti nei conventi degli enti soppressi non sarebbero stati cacciati, ma sarebbero rimasti fino alla naturale estinzione delle loro comunità. L'articolo 1 della legge venne sottoposto al Senato il 10 maggio e, pur emendato, fu vivamente contrastato dalla Destra, passando per soli due voti: 47 furono i favorevoli, 45 i contrari e 3 gli astenuti.
Approvata al Senato il 22 maggio con 53 voti favorevoli contro 42, la legge tornò alla Camera. In questa sede trovò l'opposizione del conservatore Solaro ma anche, ritenendola troppo debole, le critiche dei deputati della sinistra che comunque la votarono. Approvata anche alla camera il 28 maggio, la legge venne firmata dal re il giorno dopo.
Il 26 luglio seguì la scomunica di Papa Pio IX contro tutti coloro che avevano proposto e approvato la legge. Essa colpiva Vittorio Emanuele II, i membri del governo e quelli del parlamento.
All'uscita della legge si calcolò che sarebbero stati 34 gli ordini religiosi privati della personalità civile, 331 fra monasteri e conventi per 4.540 religiosi; 22 gli ordini che sarebbero rimasti con 274 comunità e 4.050 religiosi. Successivamente, a decenni di distanza, un consuntivo registrò dati abbastanza differenti. In realtà furono 335 le comunità colpite per un totale di 5.489 persone di ambo i sessi.

## Conseguenze
L'applicazione della Legge sui conventi fu inevitabilmente rallentata da ostruzionismi, burocrazia e liti giudiziarie, con ritardi al trasferimento dei beni alla Cassa ecclesiastica sulla quale gravava il pagamento delle pensioni e delle integrazioni della “congrua” degli ecclesiastici. Pur tuttavia, tale legge assestò un grave colpo al Piemonte clericale della Restaurazione e degli anni di Carlo Alberto. La solidarietà fra conservazione clericale e monarchia sabauda andò infatti da quel momento dissolvendosi.
Altra importante conseguenza sul piano dei rapporti istituzionali fu il superamento, de facto, del principio statutario della responsabilità del governo di fronte al solo sovrano.
Il principio venne superato, in senso parlamentare, da quello della nomina regia di un governo che godesse della maggioranza parlamentare, in particolare alla Camera.